# Tatort: Borowski und das Meer
Borowski und das Meer ist ein Fernsehfilm aus der Krimireihe Tatort und wurde am 30. März 2014 auf Das Erste zum ersten Mal gesendet. Für den Kieler Ermittler Klaus Borowski ist es der 23. Fall.
Borowskis Ermittlungen führen ihn in dieser 906. Tatort-Folge bis auf den Grund der Ostsee hinab.

## Handlung
Die Firma „Marex“ veranstaltet einen Bootsausflug. Spät am Abend wird dort der Jurist Jens Adam vor Zeugen erschossen und stürzt ins Meer. Borowski wird mit den Ermittlungen beauftragt und befragt zunächst die Firmenchefin Sylvana Vegener. Von ihr erfährt er, dass ihre Firma weltweit Seltene Erden, die unter anderem für die Produktion von Mobiltelefonen und Computern benötigt werden, aus der Tiefsee gewinnt. Der Erschossene arbeitete als Jurist für die Firma, um die Schürfrechte zu regeln. Vegener lässt keinen Zweifel daran, dass Adam mit ihr und der Firma ein Problem hatte. Dies erhärtet sich, als Sarah Brandt auf Adams Rechner eine Videobotschaft sichern kann, in der er die Firma Marex beschuldigt, für den Tod eines neuseeländischen Umweltschützers verantwortlich zu sein, der gegen die Zerstörung der Meeresböden protestiert hatte. Deshalb rücken Sylvana Vegener und ihr Mitarbeiter für Sicherheitsfragen, Fred Pollack, ins Visier der Ermittlungen. Pollack hatte sich auch nachweislich an Adams Wagen zu schaffen gemacht und daraus einen großen Briefumschlag entwendet, wie eine Überwachungskamera aufgezeichnet hatte. Die Aussage von Adams Ehefrau, dass sie in letzter Zeit den Eindruck hatte, dass ihr Mann vor irgendetwas große Angst hatte, passt ebenso zu diesem Ermittlungsergebnis.
Die Leiche von Adam wird nach wenigen Tagen ans Ufer gespült. Da das Gesicht von einer Schiffsschraube entstellt ist, kann nur mittels einer DNA-Analyse festgestellt werden, dass es sich um Adam handelt. Allerdings fallen Borowski Ungereimtheiten auf. So wirkt Adams Witwe nicht übermäßig trauernd und der Tote hatte keine Schuhe an. Das veranlasst den Ermittler, mit einem Tauchboot auf den Grund der Ostsee zu tauchen, wo er tatsächlich Adams Schuhe findet. Diese sind extra mit Blei beschwert worden, sodass sie sich vom Körper des Toten gelöst haben dürften. Adam wollte also, dass er schnell in die Tiefe sinkt.
Inzwischen legt Marte Adam unerwartet ein Geständnis ab und bringt auch die Tatwaffe mit ins Präsidium. Mit ihrer Ehe sei es nicht zum Besten gestellt gewesen und ihr Mann habe sie laufend betrogen. So habe sie ihn nun erschossen, nachdem sie gesehen hatte, dass er auf dem Ausflug erneut mit einer Frau geflirtet hatte. Borowski ist jedoch skeptisch, ob Adam wirklich tot ist. Er geht aber auf das Geständnis ein und lässt in der Presse den Fall als gelöst erscheinen.
So meldet sich der tatsächlich noch lebende Jens Adam telefonisch bei seiner aktuellen Freundin Amali Saunders. Er möchte nicht, dass sie weiter glauben muss, dass er tot wäre. Er erklärt ihr, dass sie jetzt gemeinsam ganz neu anfangen könnten, er müsse nur noch eine Angelegenheit regeln. Er besitzt Aufnahmen einer Überwachungskamera, auf denen zu sehen ist, wie Pollack den unbequemen Umweltaktivisten im Swimmingpool unter Wasser drückt und es danach als Badeunfall tarnt. Mit diesem Foto setzt er schon seit einiger Zeit Sylvana Vegener unter Druck und fordert ein Schweigegeld.
Borowski gelingt es, Adams Versteck in einer Hütte am Wasser ausfindig zu machen. Dort gibt Adam zu, kein Held zu sein. Aus Angst, von Marex’ Leuten umgebracht zu werden, hätte er seinen eigenen Tod inszeniert und seine Frau hätte ihm dabei geholfen. Die Leiche, die an seiner Stelle gefunden wurde, stamme aus dem Krankenhaus, in dem seine Frau arbeitet. Sie hatte kurzerhand einen unlängst Ertrunkenen, der körperlich und altersmäßig zu ihm passte, an seiner Stelle ausgewählt. Mit seinem Wissen über die Machenschaften von Marex wollte er nun Vegener erpressen. Unerwartet findet auch Pollack Adams Versteck und erschießt ihn, ohne dass Borowski es verhindern kann. Jedoch wird Pollack sofort festgenommen, ebenso Vegener, als sie mit den Beweisen konfrontiert wird, die Adams gesammelt hatte und die belegen, dass der Umweltaktivist auf ihre Veranlassung hin umgebracht worden ist.

## Hintergrund
Der Film wurde von der Nordfilm Kiel GmbH und dem Norddeutschen Rundfunk hergestellt und in Kiel und Umgebung gedreht. Die Tiefseeaufnahmen erfolgten mit Unterstützung der GEOMAR – Helmholtz-Zentrum für Ozeanforschung Kiel. Von dort wurde das Tauchboot Jago für die Dreharbeiten zur Verfügung gestellt.

## Rezeption

### Einschaltquoten
Die Erstausstrahlung von Borowski und das Meer verpasste nur knapp die zehn Millionen-Marke und wurde als Tagessieger am 30. März 2014 in Deutschland von insgesamt 9,99 Millionen Zuschauern gesehen und erreichte einen Marktanteil von 28,4 % für Das Erste; in der Gruppe der 14- bis 49-jährigen Zuschauer konnten 3,1 Millionen Zuschauer und ein Marktanteil von 23,1 % erreicht werden.

### Kritik
Rainer Tittelbach von tittelbach.tv urteilt: „Top-Besetzung, spannendes Thema, aber wenig aufregende Umsetzung. […] Christian Jeltsch arbeitet sich bei diesem ‚Öko-Krimi mit realem Hintergrund‘ (NDR) am Genre ab. Das Ergebnis ist ein schlüssiges Konstrukt, das auch im Nachhinein an den Scharnierstellen weder klemmt noch quietscht.“
Tilmann P. Gangloff stellt zu diesem Film fest: „Die ‚Tatort‘-Beiträge aus Kiel sind ausnahmslos besondere Filme, was nicht nur, aber doch zu einem großen Teil mit Axel Milberg zu tun hat. […] Überflüssig sind allein zwei kurze Auftritte von Bestsellerautor Frank Schätzing als nicht näher identifizierter Meeresspezialist, aber sie stören auch nicht weiter.“
Holger Gertz bei der Süddeutschen.de meint: „Ehrgeizige Ironie und ungewohnte Lockerheit: Im neuen Kieler ‚Tatort‘ werden Kommissar Borowski ungewohnte Facetten verpasst. Leider kommt der um die Tiefseeforschung kreisende Whodunit-Plot etwas sperrig daher.“
Auf Spiegel Online kommt Christian Buß zu dem Urteil: „Trotz dieser geballten Kompetenz in Sachen journalistischer Krimis ist ‚Borowski und das Meer‘ nicht viel mehr geworden als eine ‚Was ist was‘-Ausgabe mit Mordfall. Die meisten Figuren im Film sind eigentlich komplex angelegt […] doch am Ende sind sie dann eben doch nur dafür da, die vielen ozeanografischen Fakten und den komplizierten aktuellen Forschungsstand zur Ausbeutung der Meere zu referieren.“
Buß findet das sehr schade, „weil der gelegentlich ins Stocken geratenen Borowski- ‚Tatort‘ eigentlich gerade so einen guten Lauf hatte. Wie in keinem anderen TV-Revier war man in Kiel auf Tuchfühlung mit Schizophrenen, Psychopathen und Borderlinerinnen gegangen, hatte einen konsequenten, eigenen Stil entwickelt, bei dem noch der schrägste Ton und die bizarrste Wendung im Plot aufgingen.“
Annette Berger bei Stern.de meint etwas verhalten: „Man kann die 90 ‚Tatort‘-Minuten mit so viel Meerwasser fluten, wie man will: Die Krimihandlung und das Umwelt-Thema laufen seltsam nebeneinander her, ohne sich wirklich zu berühren. […] ‚Borowski und das Meer‘ ist sicher nicht die beste Folge mit dem beliebten Ermittlerduo, enthält aber ein paar gute Momente. Außerdem hat der Krimi viel Atmosphäre. Das liegt wohl an der frischen Seeluft.“
T-online.de bewertet ernüchternd: „Vielversprechender Titel, vielversprechende Bilder, vielversprechende Darsteller, aber leider nur ein mittelprächtiger Kieler ‚Tatort‘: In seinem neuesten Fall ‚Borowski und das Meer‘ tauchte Axel Milberg ab in die Tiefen der Ostsee. Ansonsten mangelte es aber leider diesem Öko-Krimi an Tiefgang und auch spannungstechnisch ließ er zu wünschen übrig.“
rp-online.de urteilt wie folgt: Dieser „‚Tatort‘ aus Kiel hätte besser sein können. Wirklich beeindruckend waren die tollen Unterwasseraufnahmen, die zu Beginn des Films gezeigt wurden. Schwächen hatte er vor allem beim Spannungsaufbau und bei den Dialogen - also, zusammengefasst, beim Drehbuch. Sibel Kekili ist eigentlich eine gute Schauspielerin, nur der ‚Tatort‘ scheint ihr keinen Spaß zu machen. Und: Auch wenn das Thema des Ökokrimis ein wichtiges war, hätte er sich etwas weniger als Moralapostel aufspielen können.“
Die Kritiker der Fernsehzeitschrift TV Spielfilm meinen, dieser Tatort bietet „eine heftig konstruierte“ Story. Fazit: „Heute ist's etwas flach an der Ostsee.“